# 任瀚
任瀚（1502年1月16日—1592年1月22日），字少海，號忠齋，自號五嶽山人，四川順慶府南充縣縣城北郊（今南充市順慶區舞鳳街道）人，祖籍西充縣，明朝官員、文學家，嘉靖八才子之一。

## 生平
四川鄉試第十三名舉人，嘉靖八年（1529年）己丑科二甲第三名進士。改庶吉士，授吏部主事，升吏部考功司郎中，十八年（1539年）改左春坊左司直兼翰林院檢討。工詩文，諸體兼備，是嘉靖八才子之一。一生兩袖清風，王九德《刻任少海稿序》稱“嘉陵江上，有山田數畝，釣台一區，不足資口食，而先生唯日坐草廬中，彈琴著書，淡然忘老”。
万历二十一年（1593年）病逝家中，葬於棲樂山之南。

## 著作
著有《春坊集》、《釣台集》、《河關留著集》、《任文逸藁》、《任詩逸草》、《少海文集》、《海鶴雲巢對聯》等。

## 家族
曾祖任政；祖任拱榮、縣丞；父任九鼎，縣主簿；母賈氏。嚴侍下。兄任淞（監生）；任江；任瀾；任仰止。子二：長任元康；次任元爽。

### 現存作品
- 《任司直詩鈔一卷文鈔二卷》民國初鉛印任黃合鈔本
- 《任少海集一卷》盛明百家詩本（嘉靖隆慶刻）
- 《任文逸稿六卷》（萬曆間刻本），2冊 ; 30公分（線裝襯裝），九行十九字，萬曆十八年王九德序，十九年陳文燭序，古潭州袁臥雪廬收藏印記，傅斯年圖書館善本室排架號: 檜木櫃46-4，光碟代號: CD301, 900514-515，全彩壓縮光碟代號: 90Y72J001, 90Y150J006, 90Y200J010
- 《任少海先生文集一卷》（天啓間刻本），吉林大學圖書館
- 《春坊集》，嘉靖二十四年刊，2冊，前田育德會尊經閣文庫藏

## 延伸阅读
[在维基数据编辑]
 在维基文库阅读此作者作品
 《明史卷二百八十七》，出自《明史》